# 生産工学
生産工学（せいさんこうがく、英: production engineering, industrial engineering）とは、
- 「生産の質と量に関わる技術」のことであり、設備・資材などの改善をし、そこから生ずる結果を予測する方法。
- 数学・物理、自然科学の専門知識を用いて、品質を向上させ、少ないコストで効率よく生産する。

## 概要
生産工学は、IE手法（インダストリアル・エンジニアリング、Industrial Engineering）に定義される。
狭義には科学的経営手法のように作業者の動作分析（作業時間）、業務の最適化や生産工程の合理化・効率化、資源を減らして生産される製品、サービスをより多くするための管理技術、これらの研究の手法である。
1911年にフレデリック・テイラー（T.W.Taylor）が発表した科学的管理法の技法として位置づけられ、価値に見合った適正的な製品・建設物等を妥当な品質と価格で製造して提供することをいう。
工場の加工物でコストや在庫ロスをなるべく出さないように、なおかつ生産性を効率よくすること、設備・土木等の誤作動・故障や危険を避ける方法、良質な製品を効率良く大量生産することなどが挙げられる。
インダストリアル・エンジニアリングと機械工学をベースとして、メカトロニクス、商学、経済学、経営学など複数の分野の重要な要素を加えた学問である。
製品の製造に、物理現象の理解や生産システムを応用して最適な品質の最適なコストで生産するためのさまざまな設備やシステム全体、製品設計と開発も取り扱う。
生産工学は、20世紀初頭に工具・金型の分野から生まれた概念であり、1960年代に先進国が以下のような技術を工場に導入してから大きく発展した。
1.数値制御工作機械と自動生産システム。
2.品質管理のための高度な統計的手法。W・エドワーズ・デミングが開発した。
3.1970年代後半に導入された工場内の産業用ロボット。

## 生産工学部を置いている大学
- 日本大学生産工学部
- 横浜国立大学工学部生産工学科
- 九州工業大学生産加工研究